# سیزده روح (فیلم ۲۰۰۱)
سیزده روح (به انگلیسی: Thirteen Ghosts) فیلمی محصول سال ۲۰۰۱ و به کارگردانی استیو بک است. در این فیلم بازیگرانی همچون تونی شالهوب، امبت دیویتس، متیو لیلارد، شانون الیزابت، راه دیگا، اف. موری آبراهام، جی آر بورن، لارا منل، کرگ الجنیک، سی.ارنست هارث، جان دی‌سنتیس و کن کیرزینگر ایفای نقش کرده‌اند.
این فیلم بازسازی فیلم سیزده روح محصول ۱۹۶۰ است.